# Verner Thaysen
Verner Thaysen, född 29 april 1914, död 11 januari 2004, var en dansk skådespelare.

## Filmografi
- 1944 – To som elsker hinanden
- 1949 – Kvinnan som försvann
- 1953 – Ved Kongelunden skal brylluppet stå